# Nikołaj Briedow
Nikołaj Emiliewicz Briedow (ros. Николай Эмильевич Бредов, ur. 15 listopada 1873, zm. 1945(?)) – carski i białogwardyjski generał porucznik, uczestnik wojny rosyjsko-japońskiej, I wojny światowej i wojny domowej w Rosji, absolwent Nikołajewskiej Akademii Sztabu Generalnego (1901), brat Fiodora Emiliewicza Briedowa.

## Życiorys
Po wybuchu rewolucji październikowej był jednym z dowódców rosyjskiej Armii Ochotniczej, walczącej z bolszewikami na południu Rosji. W 1920 roku korpus gen. Briedowa, złożony z ok. 15–16 tys. żołnierzy, został internowany w Polsce na mocy umowy zawartej 1 marca 1920 roku w Sołobkowicach przez gen. Briedowa i delegację polską z rtm. ks. Radziwiłłem. Część podkomendnych Briedowa weszła w skład 3 Armii Rosyjskiej, tworzonej na terytorium Polski jako jednostka sił zbrojnych pod komendą gen. Piotra Wrangla. W sierpniu 1920 roku Briedow z częścią żołnierzy przedostał się z Polski na Krym, docierając do Teodozji i łącząc się z wojskami gen. Wrangla.
W okresie dwudziestolecia międzywojennego przebywał na emigracji w Turcji i Bułgarii. W 1945 roku został aresztowany przez NKWD na terenie Bułgarii. Jego dalsze losy nie są znane.